# Fritz Peters (Landwirt)

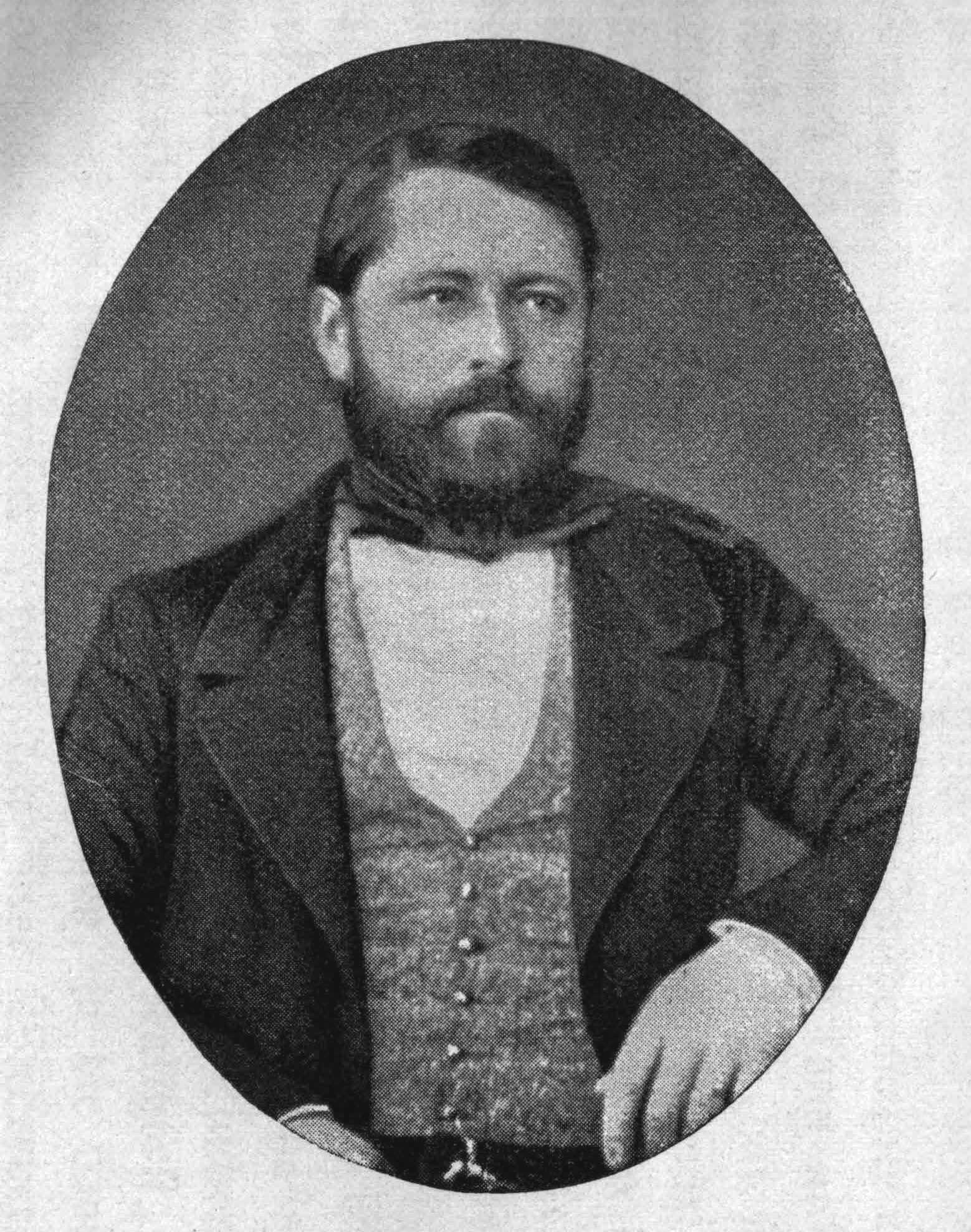
Fritz Peters

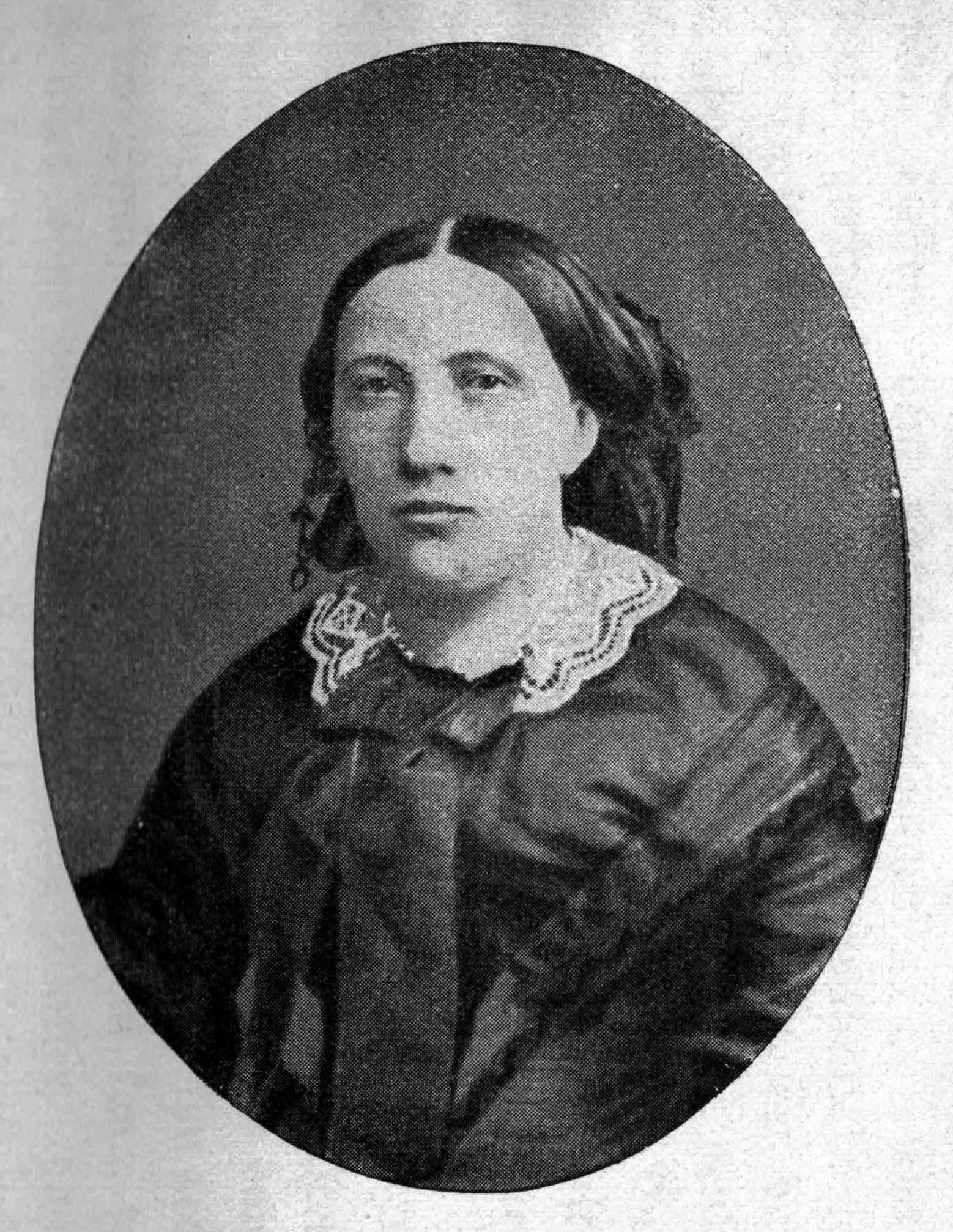
Ehefrau Marie

Fritz Peters, eigentlich: Friedrich Peters (* 28. September 1819 in Liepen; † 17. Dezember 1897 in Siedenbollentin; vollständiger Name: Carl Friedrich Wilhelm Peters) war ein deutscher Landwirt, Gutsbesitzer und Fachautor. Er war ein enger Freund Fritz Reuters.

## Leben
Fritz Peters wurde als fünftes Kind und ältester Sohn des Gutspächters Christian Dietrich Peters (1778–1841) geboren. Er besuchte die Stadtschule in Malchin. Wegen einer Erkrankung des Vaters musste Peters, der eigentlich Medizin studieren wollte, mit 16 Jahren die Schule vorzeitig beenden, auf dem Gut seines Vaters die Landwirtschaft erlernen und den Betrieb übernehmen. 1842 pachtete Peters das Gut Thalberg bei Altentreptow. Nach der Hochzeit am 24. Mai 1843 mit Marie Ohl († 13. August 1897) aus Stralsund ließ er sich mit seiner Frau in Thalberg nieder. Dort führte er als erster die Sommerstallfütterung für Rinder ein. Im Auftrag seines Verpächters von Bülow regelte er 1846 den Kauf der Güter Stolpe und Neuhof bei Anklam, pachtete diese und brachte sie wirtschaftlich voran.
1858 (nach anderen Angaben 1860) kaufte er von Ludwig Heydemann das Gut Bollentin (bei Siedenbollentin nahe Altentreptow). Im Lauf der Zeit vergrößerte er seine Wirtschaft durch den Ankauf weiterer Höfe am Ort und führte die Nutzflächen durch Landtausch zusammen. Er richtete hier eine Musterwirtschaft ein und erzielte unter anderem hohe Erträge aus der Milchwirtschaft. Weitere Erfolge hatte Peters mit der Rinder- und Schweinezucht. Er verkaufte Zuchtvieh sowohl innerhalb Deutschlands als auch nach Schweden und ins Baltikum. 1873 erhielt er den Titel „Ökonomierat“.
Fritz Peters war Vater von sechs Kindern. Sein jüngster Sohn, Ernst Peters (1861–1943), war Reuters Patenkind.

## Freundschaft mit Fritz Reuter
Fritz Peters war seit 1842 mit Fritz Reuter befreundet, der zu dieser Zeit auf einem Gut in Demzin arbeitete. Nachdem Peters nach Thalberg gezogen war, folgte Reuter ihm 1844 und blieb bis 1850 bei ihm. Anschließend ließ Reuter sich als Privatlehrer im benachbarten Altentreptow nieder. Später besuchte er Fritz Peters wiederholt in Siedenbollentin. 
Fritz Reuters Briefe an Fritz und Marie Peters und die seiner Frau Luise befinden sich (teilweise als Abschrift) im Bestand des Fritz-Reuter-Literaturmuseums. Sie wurden 1935 erstmals als vollständige Ausgabe veröffentlicht.

## Schriften
- Praktische Einführung der Sommerstallfütterung. Hinstorff, Wismar und Ludwigslust 1860.
- Führung einer vorpommerschen Landwirtschaft, an einem vorhandenen Beispiel erläutert von Fritz Peters, Siedenbollentin in Vorpommern. 1866.
- Landwirtschaftliches Taschenbuch für Mecklenburg. 1869.
- Revision der gesamten Wirtschaftsführung. 1882.
- Aus Fritz Reuters dunklen Tagen. Ungedruckte Gedichte mit erläuterndem Text. In: Deutsche Rundschau. Bd. 14, Berlin 1888, S. 440–449. (Verweis)